# Albert Richter (Maler)

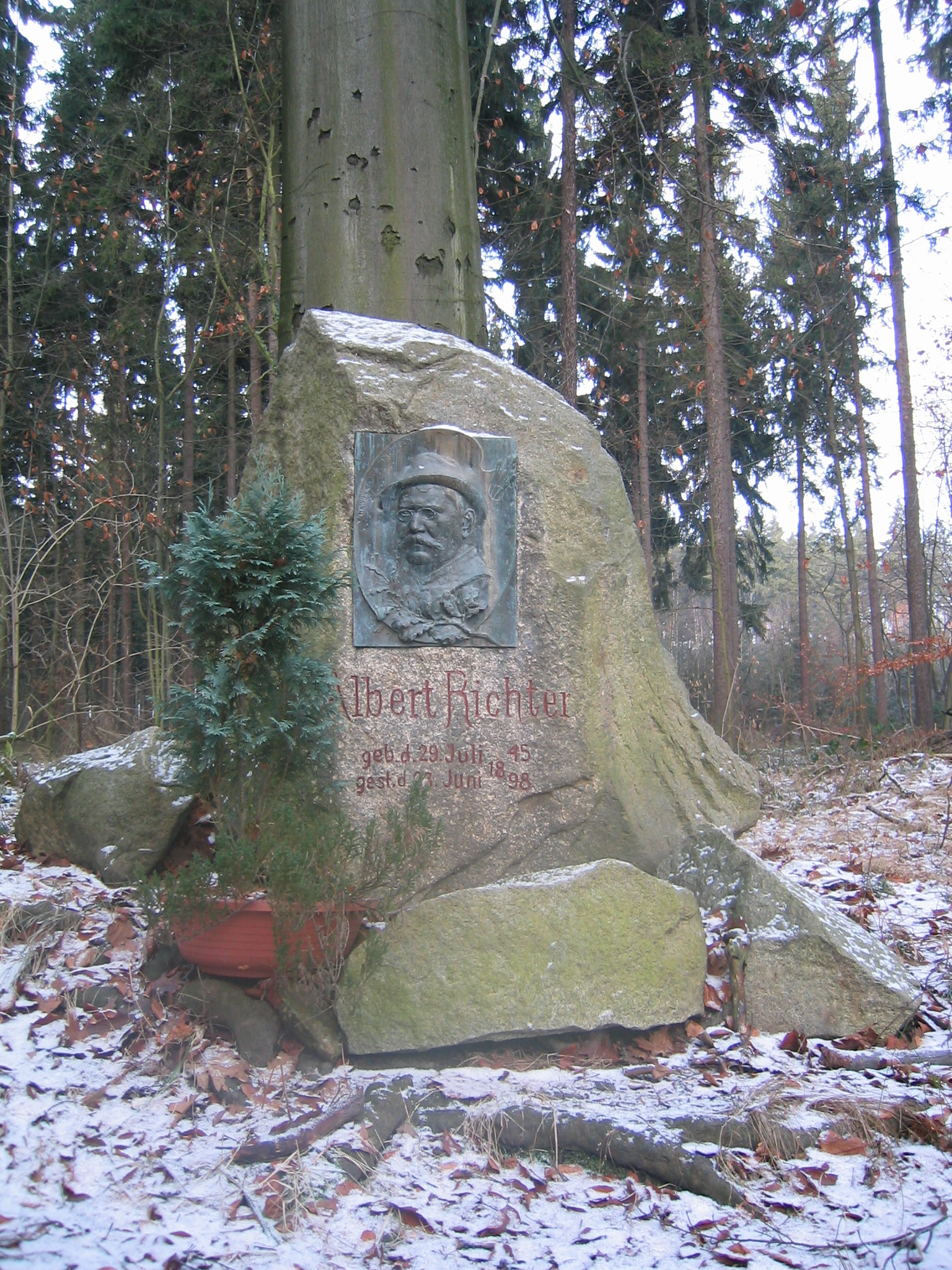
Denkmal für Albert Richter in Langebrück

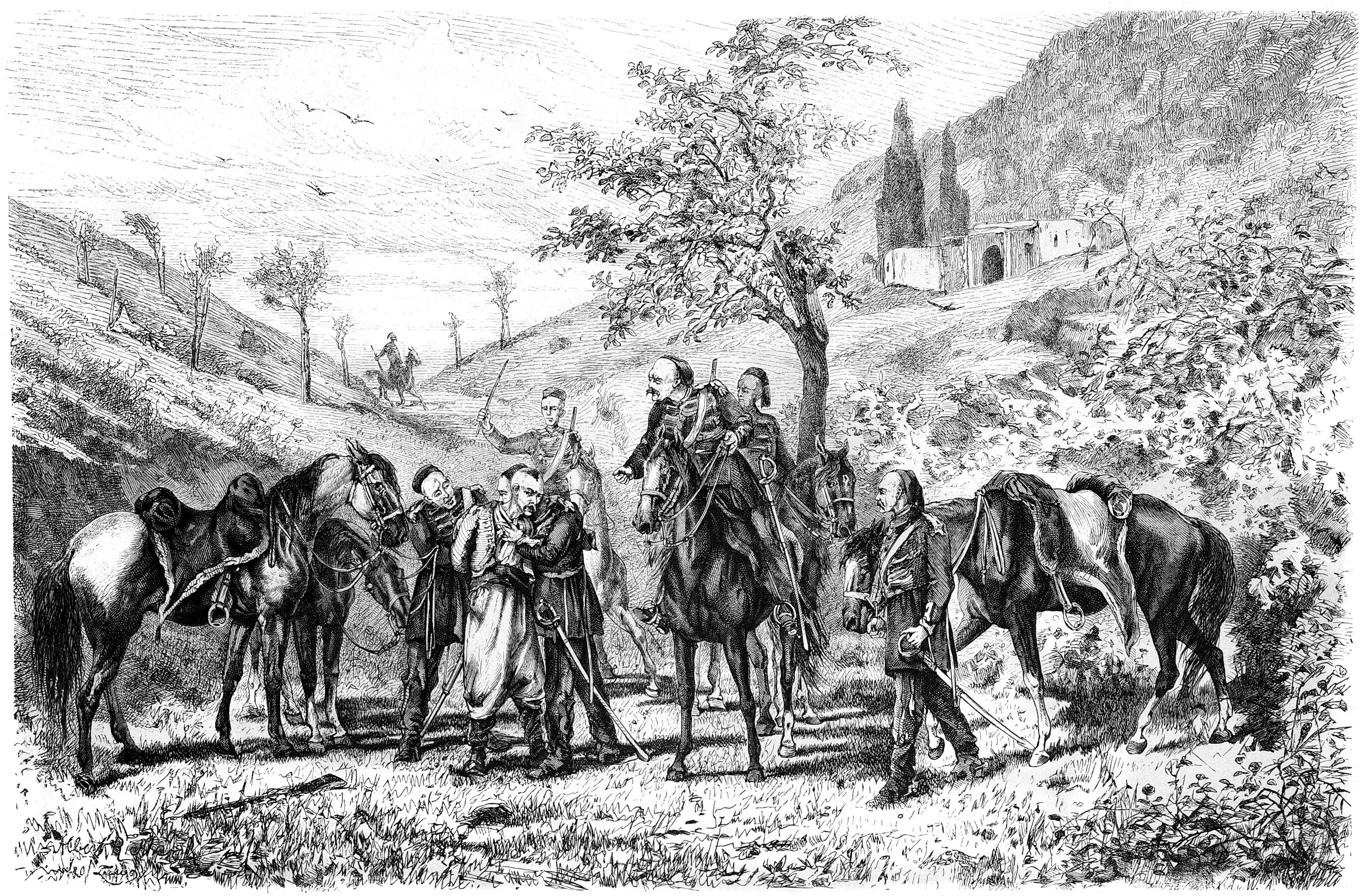
Illustration in Die Gartenlaube (1878)

Albert Richter (* 29. Juli 1845 in Dresden; † 23. Juni 1898 in Langebrück) war ein deutscher Landschafts-, Tier- und Jagdmaler. Als Illustrator wurde er vor allem durch seine Arbeiten für Karl May bekannt.
Richter besuchte von 1863 bis 1865 die Dresdner Kunstakademie. Er ging 1866 nach München und später nach Wien, wo er bei Albert Zimmermann studierte. Ab 1873 unternahm Richter Studienreisen in die Alpen, die Puszta sowie nach Tunis und Algier. 1877 reiste er nach Nordamerika.
Nach 1878 zog der er nach Langebrück in die Villa Hubertus. 1881 bereiste er erneut Amerika, wo er für William Wehner an Panoramen mitarbeitete sowie in der Prärie malte und jagte. Ab 1893 lebte er wieder in Langebrück bei Dresden. Nach seinem Tod wurde ihm in der Dresdner Heide ein Denkmal errichtet sowie eine Straße in Dresden-Langebrück nach ihm benannt.

## Werke
Richter malte hauptsächlich Landschaften mit Tieren und Jagddarstellungen. Er veröffentlichte viele seiner Bilder in den Zeitschriften Die Gartenlaube und Daheim. Auf der Dresdner Aquarellausstellung von 1892 zeigte er das Bild Bulgarisches Fuhrwerk. Heranjagendes Fünfgespann.